# 一世 (日系人)
一世（いっせい）とは、北アメリカや南アメリカ、オーストラリアなどで使われた、最初に各々の国に移住した日本人（日系人）を表す日本語である。移住先で誕生した一世の子供達は「二世」、孫達は「三世」とそれぞれ称される。

## 各国の移住者
最初に行われた日本人の組織的移住は、1897年に35人がメキシコへ渡った「榎本移民」とされているが、特に多くの日本人移民並びにその子孫が住んでいるのは、ブラジル・アメリカ合衆国・カナダ・ペルーとされている。

### ブラジル

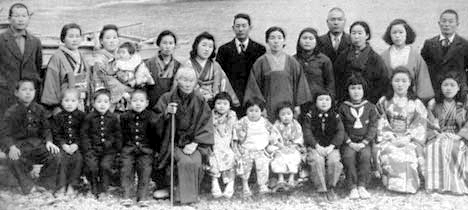
1908年に笠戸丸に乗ってブラジルに到着した初の日本人移民

ブラジルでは、日系人以外のブラジル人と結婚して生まれた者も含めると、約150万人にも及ぶ日系人がいると言われ、世界で最も多い日系人の人口を有しており、その多くがブラジル社会において要職を占めるようになっている。

### アメリカ

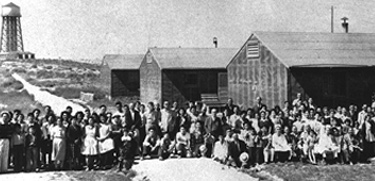
ミニドカ強制収容所に収容された日系人

最初にアメリカへ渡った一世は、アメリカ本土ではなく当時のハワイ王国を目指した。その多くが日本での貧しい生活から脱却することを目的としていた労働者達は、1885年2月の第1便をはじめとするアメリカの蒸気船シティ・オブ・トウキョウに乗ってハワイへ渡った。彼らの移住は、サトウキビやパイナップルのプランテーションにおいて安い労働力を必要としていたハワイ政府によって助成金を支給された。
アメリカ本土への日本人の移住は、1885年頃から始まった学生と労働者の渡航がきっかけとされている。初期のメンバーはサンフランシスコに居住し、その数は1880年代末期から1890年代にかけて拡大することになり、渡航の目的は祖国を近代化させるための高度な知識と技術を身に着けることだった。彼らは、「外国人を歓迎する国」というアメリカのイメージによって引き付けられたことによって渡米したが、その大部分がアメリカに定住する意思はなく、アメリカで学び身に着けたことを日本で活かすことを目的としていた。
その後はアメリカで家庭を持ち、定住する移民が増加したが、第二次世界大戦中は「敵性外国人」であるとして強制収容所に収容された。帰化が認められるのも、1952年に「修正移民法」（マッキャラン・ウォルター移民帰化法）が成立するまで待たなければならなかった。

## 文化

### 世代
日系人コミュニティでは、それぞれの世代を示し、区別するために、日本の数字と世代を表す「世」を組み合わせて、「一世（issei）」「二世（nisei）」「三世（sansei）」「四世（yonsei）」「五世（gosei）」といった用語が使われている。一世・二世・三世は、権利や性、日本への帰属意識、宗教的信条並びに儀式、その他重要な事柄において、明確に異なる姿勢を示している。彼らが戦時下における強制立ち退きと抑留に直面していた時代は、彼らの経験や態度、および行動様式におけるこれらの変化を説明するうえで、最も重要な要素の一つである。
「日系（nikkei）」という単語は、社会学者の多国籍グループによって考案されたもので、その範囲は世界中に住む当該国の国籍を持ち、かつ日本人の血を引く全ての人間を含んでいるとされている。一世と二世の中でも上の世代の者の集合的記憶は、1870年から1911年にかけての明治時代の日本のイメージであり、それは後から来た移民達が自分達より遅く去った日本に対するイメージとは明確に対照をなすものだった。双方の日本への異なる姿勢や社会的価値観は、しばしば両者の間に摩擦を生じさせ、第二次世界大戦後も双方の溝が埋まることはなかった。
1988年8月10日に、レーガン大統領が「市民の自由法」（通称：日系アメリカ人補償法）に署名してからは、北米の日系人社会では二世と彼らの親並びに子供達の間で、自身の帰属意識や非日系人への適応のやり方に対して、大きな変化が見られるようになった。
現在、イギリスにはロンドンを主として10万人を超える日系イギリス人が現在いるが、世界の各地で見られる日系人のようなものではなく、イギリス人は伝統的に日系人を一世、二世、三世というように総括した呼び方はしていない。

### 一世
日本で生まれた後に海外へ移住した世代の人間は、「一世（issei）」と呼ばれている。1930年代に「issei」という言葉は、移住者を意味する英語「immigrant」に代わって、一般的に使われるようになった。この新しい言葉は、彼らの自身に対する見方が変わったことを例示するものであり、定住に伴う精神面での変化や独自のコミュニティを持つこと、新しい国に所属するという考えを表している。
一世は緊密な日系人社会に居場所を求めたことから、その大部分が生涯現地の言葉を習得しなかった。彼らは第二次世界大戦初期の頃に、経済的・社会的に莫大な損失を受け、それに耐えたが、戦後も失われた財産を立て直すことが出来なかった。そのことからも、一世同士で互いを支えあう傾向があった。
新聞・テレビ・映画などのメディアに対しても、自身の子供達とは異なり、日本語のものに頼る傾向があったことから、自身を現地人ではなく日本人と考える傾向があった。

### 写真花嫁
一家全員で移民を行った南米のケースとは対照的に、アメリカやカナダの場合、一世の多くは単身で渡航した男性だったことから、現地に住む日本人女性は皆無に等しかったうえに、特にアメリカでは白人と有色人種との結婚は法律で禁じられていた。さらに、排日運動の緩和のためにとられた1908年の日米紳士協定により日本側は米国への旅券発行制限をせざるを得なくなったため、経済的に余裕のある者は日本に一時帰国して、結婚相手を見つけたが、長期間仕事を休む余裕の無い者は「写真花嫁（Picture bride）」の制度を利用することとなった。これは、実際に相手と対面することなく、写真と文通のみで結婚相手を決めるというものだった。
1920年2月に日本政府が「写真花嫁」に対する旅券発行を禁止するまでに、アメリカへは約2万人の日本人女性が渡ったが、アメリカ政府はこのような結婚を代理結婚と見做して、正式の結婚とは認めず、彼女達の入国には届け出や許可が必要だった。また、中には日本で見た写真とは別人のように年老いていたり、聞いていたような財産を持っていなかったといったケースも多くみられ、結婚を拒んで日本に逃げ帰った女性もいた。
「写真花嫁」に対する旅券発行が禁止されて以降は、結婚するためには日本へ一時帰国して結婚し、再渡米するという方法を取らざるを得なくなったが、1924年に「排日移民法」が制定されたことにより、その方法も不可能となった。

## 歴史
移民の経験は、必然的に彼らが後にした日本の社会と直接関連した要因の範囲によって影響される。移民として、祖国と新天地の間に生じる不一致は、各々個人による独自の方法ですり減らしていったが、共通の要素は日系カナダ人や日系アメリカ人の社会の歴史において出現しはじめる。

### 日本からの移民
江戸幕府が鎖国制度により、外国人を日本社会から排斥して以来、日本は1639年から1854年の2世紀以上に亘って、外交面では閉鎖的な国家だった。長崎に住む中国人やオランダ人は例外だったが、彼らですら日本人市民と交流することを思いとどまった。また、一般の日本人が海外へ渡航することは、法律によって厳しく禁止されていた。外交面での変化は1853年にマシュー・ペリー提督が率いるアメリカの艦隊が来航したことがきっかけとなり、これが貿易や外国文化との接触のドアを開くために、政治・経済の中枢がそれまでの江戸幕府から新政府に取って代わる明治維新が始まる要因の一つとなった。
1866年以後、新しい日本政府は富国強兵へ実現させるために必要な知識と経験を身に着けるために、学生と労働者を渡米させることを決定した。
1884年以降、日本政府が労働者の移住を許可したことにより、北米や南米への移民が始まった。オレゴン州の例を挙げれば、1890年には僅か25人だったのが、1891年には1,000人、1900年には2,051人にまで増加している。1915年までに、800ドル以上の貯蓄を持つ日本人男性は、日本から妻を呼ぶ資格があると見做された。

### アメリカへの移民
大部分の日本人労働者は、新しい技術を身に着け、帰国前に祖国の家族のために金を稼ぐことを漠然と考えた、いわゆる「出稼ぎ」のつもりで北米へ渡り、移民として定住する意思はなかった。そのほぼ全員が男性であり、農業や鉱業、鉄道建設などで活躍した彼らの多くは、労働者として成功を収めることとなった。
日本で生まれた一世は、自身の文化的な展望を日本に置いていたが、アメリカに住むことを選んだ。彼らは祖国に対する確かな郷愁があったのにもかかわらず、遠く離れた異国の地で家を持った。現在のアメリカでは、彼らに当初からアメリカの市民権ないし国籍を与えていれば、殆どの移民がアメリカに定住し続けていただろう、と考えられている。
1913年に制定された「カリフォルニア州外国人土地法」は、アメリカ市民でない者が同国で土地を所有するのを禁じた。この法律では、日本生まれの一世は禁止の対象に含まれたものの、彼らの子供であり、アメリカ国籍を持つ二世は含まれなかった。そのことから、多くの一世は自身の土地の名義を子供のものにすることによって、同法に対抗した。

### アメリカ人の一世に対する印象
アメリカ人は一般に一世を、粗野で無学な人間が多いと見ていた。これは、大部分の日本人が農業のような、当時のアメリカでは低く見られていた仕事で働くことを余儀なくされていたことに原因があると考えられている。アメリカには労働者としての移民が多くいたため、アメリカ人は移民に対して比較的否定的な見方を持ちがちだった。実際には、大部分の一世は教養があり、彼らうち60%は高等小学校を、21%は中学校若しくは実業学校を卒業しているなど、一般的な日本人より高等教育を受けている者の割合が高く、その水準は当時のアメリカにも匹敵するものだった。
キリスト教徒、仏教徒、無宗教者に関わらず、一世は行政当局においてトラブルを起こすことは殆ど無かった。1902年から1960年代へかけての一世の検挙率は、カリフォルニア州における他のマジョリティを占めるいずれの民族集団と比較しても低かった。ごく少数の例外として、一部の若い一世が賭博や売春に関する犯罪を犯したこともあったが、それは文化的な価値観の違いから生じるものだった。
一世には仏教から来る社会的倫理観が深く根付いていたため、反社会的な行動を控える傾向があった。また、彼らは自分達行動が原因で、アメリカにおける日本政府に対するイメージが悪化することに神経を尖らせていた。

### 人種差別と排日移民法
1882年に制定され、当初は10年間の時限措置だった「中国人排斥法」の適用延長を支持したアメリカの世論は、1900年以降になると一世を含めた全てのアジア系移民に対する社会的な抗議活動と化した。多くの中国系移民がアメリカを去ったことから、その敵意は一世に襲い掛かった。アメリカの労働者団体は、排日運動を広げる際にイニシアチブを取った。白人は、勤勉なアジア系移民が成功を収めるのを目の当たりにして、彼らを排斥したがった。その結果、1905年に日本人と中国人をアメリカの労働者の脅威と見做した67の労働組合が、サンフランシスコでアジア排斥同盟を結成した。同盟の主張は、一世に対する監視と攻撃を求めるものだった。このように排日が吹き荒れる中、1906年10月にサンフランシスコ教育委員会は、市長の選挙公約に基づいて、全ての日系と韓国系の生徒を、中国人と同じ学校に隔離するように命令した。この扱いに一世達は憤慨し、一部の者は日本の新聞社に一連の出来事を投書するなどした。このことから、日本政府がセオドア・ルーズベルト前大統領に抗議したことから、1907年に両国間において、アメリカ政府は既にアメリカに在住している日本人移民の公立学校排斥などの差別待遇をしない代わりに、日本政府は在米労働者の父母・妻子と農業定住希望者以外に米国への旅券を出さない、といった内容の「日米紳士協約」が締結されるに至った。
1911年までに渡米した日本人移民の約半分は、夫と再会するため渡った女性だった。紳士協約の締結後、多くの二世達がカリフォルニアで生まれた。にもかかわらず、多くの白人達は日本人移民に対する差別を止めなかった。一世は勤勉で、法律を遵守し、家族と地域社会に対して献身的なまでに尽くしていたことなどからも、アメリカ市民の模範とも言える存在だった。しかし、当時のアメリカでは、そのような一世の長所に目が向けられることはあまりなかった。
「排日移民法」の制定は、一世が差別との戦いに敗れたことを意味した。それでも、一世達は従来「使えない」とされていた土地で米の栽培を促進することを非常に得意として、カリフォルニアの日本人農民は、米を同州の主要な生産物にまで押し上げた。最大の一世コミュニティは、サンフランシスコ近郊のバカビル周辺で形成された。

### 強制収容
アメリカとカナダの政府が、1942年に西海岸に住む日系人を抑留した際、市民権を持つ二世と市民権を持たない一世を区別することは無かった。1988年にアメリカ合衆国議会とカナダ議会において、戦時中の強制収容に対する謝罪と補償が制定された際、大部分の一世は既に亡くなっており、存命していた者にとっても、失った財産を取り戻すにしては、余りにも遅すぎるものだった。